# Affaire Coucke et Goethals
 (avril 2008).
Si vous disposez d'ouvrages ou d'articles de référence ou si vous connaissez des sites web de qualité traitant du thème abordé ici, merci de compléter l'article en donnant les références utiles à sa vérifiabilité et en les liant à la section « Notes et références ».
L'affaire Coucke et Goethals est une affaire judiciaire belge qui impliqua en 1860 deux travailleurs belges néerlandophones qui connaissaient peu le français et qui furent condamnés à mort. La remise en doute de ce verdict fut l'occasion d'âpres débats sur l'utilisation du néerlandais dans les cours et tribunaux et sur l'abolition de la peine de mort.

## Agression et mort de Scholastique Dussart
Scholastique Dussart, plus connue comme la « veuve Dubois », âgée de 70 ans, vivait dans une ferme isolée de Couillet près de Charleroi en Belgique, non loin du lieu-dit les « quatre bras ». Dans la nuit du 23 au 24 mars 1860, trois individus, le visage barbouillé de charbon s’introduisirent dans sa chambre à coucher. L’un d’eux parle flamand, ils sont armés d’objets tels que marteau, pioche, etc. À la suite de leurs menaces, elle leur remet une faible somme d’argent. Mais les brigands veulent plus, ils l’attachent donc au lit et à la suite de leurs maltraitances, elle leur indique alors le tiroir d’une commode dans laquelle se trouve une somme de 600 francs cachée dans un bas. Ils la détachent et tout en la molestant, ils la traînent jusqu'à un coffre en chêne pour l’obliger à l’ouvrir mais les cris de la malheureuse ont réveillé la servante et les voleurs sont obligés de s’enfuir.
L’agression fut très violente et la veuve Dubois reçu de nombreux coups dont un de pioche qui pulvérisa l’omoplate. Celui-ci lui fut fatal : Scholastique Dussart décéda quatre jours plus tard des suites d’une gangrène.

## Le procès
Ce fut à la suite de l'envoi d'une lettre anonyme au parquet de Charleroi dénonçant les auteurs de l’assassinat de Scholastique Dussart qu'après enquête et interrogatoires, on inculpa Pieter Goethals et Jan Coucke, ainsi que deux autres complices de la bande.
Goethals et Coucke qui étaient flamands, vivaient à Couillet depuis de nombreuses années et parlaient mal français et wallon. Le procès se déroula en français, unique langue de la justice en Belgique à cette époque, devant la Cour d'assises du Hainaut. Ils furent néanmoins assistés d'un traducteur-juré néerlandais, Pierre Van Horenbeek. 
Tous deux ont été condamnés à mort et guillotinés à Charleroi le 16 novembre 1860.

## Suites
Durant le procès de la bande Noire, un des accusés, Léopold Ravet, affirma avoir participé au crime de Couillet pour lequel Coucke et Goethals avaient été condamnés à mort. Ravet minimisa sa participation, mais affirma que François Hubinon, Auguste et Joseph Leclercq avaient perpétré le cambriolage et par là même le meurtre de la veuve Dubois. Ravet s’est contredit à plusieurs reprises, ce qui fit dire au procureur général, Charles-Victor De Bavay, que ce n'était qu'une tactique pour s'attirer les bonnes grâces de la justice.
Bien que fort peu probables, ces déclarations remirent, à l’époque, le procès des deux Flamands au-devant de l'actualité et laissèrent par la suite planer le doute d'une possible erreur judiciaire. Plusieurs associations du mouvement flamand exploitèrent cette affaire afin de véhiculer l'image d'innocents condamnés dans une langue qu'ils ne comprenaient pas tandis que, dans la presse francophone, les débats se cristallisèrent sur la peine de mort. 
Le procès ne fut cependant jamais révisé à l'initiative d'un ministre de la Justice, l'action ne pouvant être établie que par la famille et les descendants des condamnés.